# Valerianella cymbicarpa
Valerianella cymbicarpa är en kaprifolväxtart som beskrevs av Carl Anton von Meyer. Valerianella cymbicarpa ingår i släktet klynnen, och familjen kaprifolväxter. Inga underarter finns listade i Catalogue of Life.